# Kurukshetra
Kurukshetra és un territori sagrat dels hindús de l'Índia al districte de Karnal i al districte de Jind a Haryana. És esmentat per primer cop al Mahabharata que diu que anava entre els rius Saraswati i Drishadwati (modern Rakshi), i estava regat per entre 7 i 9 rius (incloent els dos esmentats). El seu circuit era d'uns 250 km i tenia forma de quadrilàter irregular. El nom volia dir "Camp de Kuru" (Kuru era l'ancestre dels kaumves i pandaves entre els quals es va lliurar una gran guerra descrita al Mahabharata). El territori s'anomenava també Dharmakshetra o "Terra Sagrada" i ja era famosa abans dels temps dels kauraves. Un tercer nom era Nardak segurament derivat de Nirdukh ("Sense dolor"). El peregrí xines Hiuen Tsiang hi va estar al segle vii i l'anomena "Camp de la Felicitat" i diu que tenia 360 ciutats o pobles connectades amb el culte de Xiva i llocs de pelegrinatge destacant Thanesar, Pehowa, Jind, Safidon i Kaithal.